# Cervarix
Cervarix è un vaccino, coadiuvato con AS04 e contenente proteine L1 purificate, valido contro alcuni tipi di papillomavirus umano (HPV).

## Utilizzi
Cervarix è stato progettato per prevenire l'infezione da HPV tipo 16 e 18, che attualmente causa il 70% circa dei casi di cancro uterino, negli stadi IIb e III l'efficacia è stata dimostrata.
Il tipo 16 è anche associato al carcinoma orofaringeo a cellule squamose, una forma di cancro della gola. In aggiunta, in trial clinici è stata dimostrata protezione contro HPV tipo 45 e 31.